# بارونيكودون
الپارونيكودون (Paronychodon) هو جنس من الديناصورات الثيروپودية.